# 加納山
83°32′S 169°38′E / 83.533°S 169.633°E
加納山（Mount Gunner），是南極洲的山峰，位於沙克爾頓海岸，屬於亞歷山德拉皇后山脈的一部分，海拔高度1,430米，以地質學家命名，現時由南極條約體系管理。